# طوقان أخضر المنقار
طوقان أخضر المنقار (الاسم العلمي: Ramphastos dicolorus) (بالإنجليزية: Green-billed toucan)‏ هو نوع من الطيور يتبع جنس الطوقان من الفصيلة الطوقانية.